# 傑拉日尼亞區

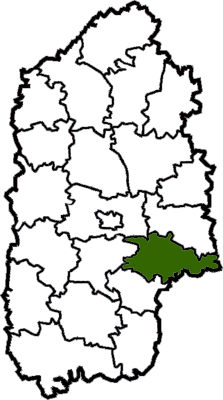
傑拉日尼亞區在赫梅利尼茨基州的位置

傑拉日尼亞區（烏克蘭語：Деражнянський район），曾是烏克蘭西部赫梅利尼茨基州的一個區，行政中心設於傑拉日尼亞，面積910平方公里，2012年人口32,955，人口密度每平方公里36.2人。